# Château-sur-Cher
Château-sur-Cher ist eine französische Gemeinde mit 67 Einwohnern (Stand 1. Januar 2022) im Département Puy-de-Dôme in der Region Auvergne-Rhône-Alpes (vor 2016 Auvergne). Sie gehört zum Arrondissement Riom und zum Kanton Saint-Éloy-les-Mines.

## Geographie
Château-sur-Cher liegt in der Landschaft Combraille im Norden des Zentralmassives, etwa 28 Kilometer südlich von Montluçon. An der westlichen Gemeindegrenze verläuft der Fluss Cher, in den hier die Zuflüsse Boron im Norden, Mousson nahe des Ortszentrums und Pampeluze im Südwesten des Gemeindegebietes einmünden.
Die angrenzenden Gemeinden sind Chambonchard im Norden und Nordwesten, Saint-Marcel-en-Marcillat im Norden und Nordosten, Saint-Hilaire im Osten, Saint-Maurice-près-Pionsat im Süden und Südosten, Charron im Süden und Südwesten, Fontanières im Westen und Südwesten sowie Évaux-les-Bains im Westen und Nordwesten.

## Bevölkerungsentwicklung
| Jahr                       | 1962 | 1968 | 1975 | 1982 | 1990 | 1999 | 2006 | 2018 |
| Einwohner                  | 233  | 200  | 186  | 174  | 130  | 108  | 89   | 71   |
| Quellen: Cassini und INSEE |      |      |      |      |      |      |      |      |

## Sehenswürdigkeiten
- Kirche Saint-Martin